# Dünserberg
Dünserberg là một đô thị thuộc huyện district of Feldkirch, Vorarlberg, Áo. Đô thị Dünserberg có diện tích 5,55 km², dân số thời điểm năm 2006 là 142 người.